# フェリックス・ライター
フェリックス・ライター（Felix Leiter）は、イアン・フレミングの小説、ジェームズ・ボンドシリーズの登場人物で、CIA局員やピンカートン探偵社の探偵として協力する、ボンドの盟友である。フレミングの後継作家のシリーズや、映画版にも登場する。

## 人物

### 小説

#### イアン･フレミングの小説
カジノ・ロワイヤル
CIA局員としてパリのNATO連合情報部にいたところを、イギリス秘密情報部員のジェームズ・ボンドがフランスのカジノ・ロワイヤルで任務を行うことになり、彼に協力するため派遣される。ボンドとはそれが初対面。35歳ぐらいで痩せていて背が高く、麦わら色の髪で目はグレー。テキサス出身で、CIAに入る前は海兵隊員だった。タバコはチェスターフィールドをふかし、ヘイグ&ヘイグのオン・ザ・ロックを飲む。
死ぬのは奴らだ
カジノ・ロワイヤルでの活動の後、ワシントンに異動。任務でニューヨークに派遣されたボンドとFBIとの連絡係を務める。しかし、ボンドに協力してエバーグレーズで敵ミスター・ビッグを追ううち、鮫のいる水槽に落ちて右腕と左脚を食いちぎられてしまう。
ダイヤモンドは永遠に
右腕と左脚を失ったためCIAを退職し、ピンカートン探偵社に就職。競馬ギャング班の責任者をしていたところ、潜入捜査でニューヨークに来たボンドと再会し、彼に協力する。鋼鉄の鉤付きの義手と義足を装着。スチュードベイカーのコンバーチブルにキャデラックのエンジンを載せた「スチュディラック」と称する車に乗っている。
ゴールドフィンガー
ゴールドフィンガーを探っていたボンドが、アメリカ合衆国フォート・ノックスに貯蔵された金塊強奪の陰謀を知り、ピンカートン探偵社のライターに宛ててそのことを説明した手紙をラガーディア空港のトイレに残す。それを受け取ると、海兵隊時代の戦闘服を着て部下を引き連れ、ボンドを救出する。
サンダーボール作戦
相変わらずピンカートン探偵社に勤務していたが、スペクターに奪われた原爆捜索のため古巣のCIAに召集され、ナッソーに派遣されたボンドに協力する。ボンドと共にアメリカ海軍原子力潜水艦のメンタ号に乗り込み、義手に特製の水かきをはめて、海中での戦闘にも参加する。
黄金の銃を持つ男
まだピンカートン探偵社に勤めていたが、主にボンドとの仕事で得たジャマイカの知識が買われ、再びCIAに召集されて、ジャマイカでのKGBの活動を探る任務に従事。そこへ殺し屋スカラマンガの活動に終止符を打つため送り込まれてきたボンドと再会し、協力体制を取る。

### 映画
『007 ドクター・ノオ』ではジャック・ロードが演じたが、次作の撮影時に高額の出演料を提示してきたため、別の俳優が演じることとなった。これは『007 リビング・デイライツ』まで続けられた。
『007 消されたライセンス』まで白人の俳優により演じられていたが、その後の作品からはしばらく姿を消していた。役柄が復活した『007 カジノ・ロワイヤル』以降、アフリカ系アメリカ人のジェフリー・ライトが演じている。なお、『007 慰めの報酬』でのフェリックスは立場上グレッグ・ビームの部下であったことからボンドに協力することが表立って出来なかったが、ドミニク・グリーンとメドラーノ将軍の会合場所の情報をボンドにこっそり教えてサポートし、最終的にはボリビアにおけるグリーンの水資源の独占とメドラーノ将軍のクーデターを阻止した。その功績からフェリックスは昇進し、逆に、グリーンの危険性に気付かず、彼と関係を持っていたビームは降格した。その後、『007 スペクター』では命を狙われていた女性を助けたボンドが保護を要請した「アメリカの友人」として名前のみ登場している。
『007/ノー・タイム・トゥ・ダイ』ではMI6を辞めた後ジャマイカで引退生活を送っていたボンドの前に現れ、CIAへの協力を持ちかける。シガー（葉巻）の愛好家であり、ボンドやCIAの新人エージェント、パロマにネタにされる。
1954年のCBSのシネマックス枠で放送された「カジノ・ロワイヤル」では「ライター」とクレジットされている。

## 俳優
- カジノ・ロワイヤル - マイケル・ペイト
- 007 ドクター・ノオ - ジャック・ロード
- 007 ゴールドフィンガー - セック・リンダー
- 007 サンダーボール作戦 - リック・ヴァン・ナッター
- 007 ダイヤモンドは永遠に - ノーマン・バートン
- 007 死ぬのは奴らだ - デヴィッド・ヘディソン
- ネバーセイ・ネバーアゲイン - バーニー・ケイシー
- 007 リビング・デイライツ - ジョン・テリー
- 007 消されたライセンス - デヴィッド・ヘディソン
- 007 カジノ・ロワイヤル - ジェフリー・ライト
- 007 慰めの報酬 - ジェフリー・ライト
- 007 ノー・タイム・トゥ・ダイ - ジェフリー・ライト